# Psí vlna

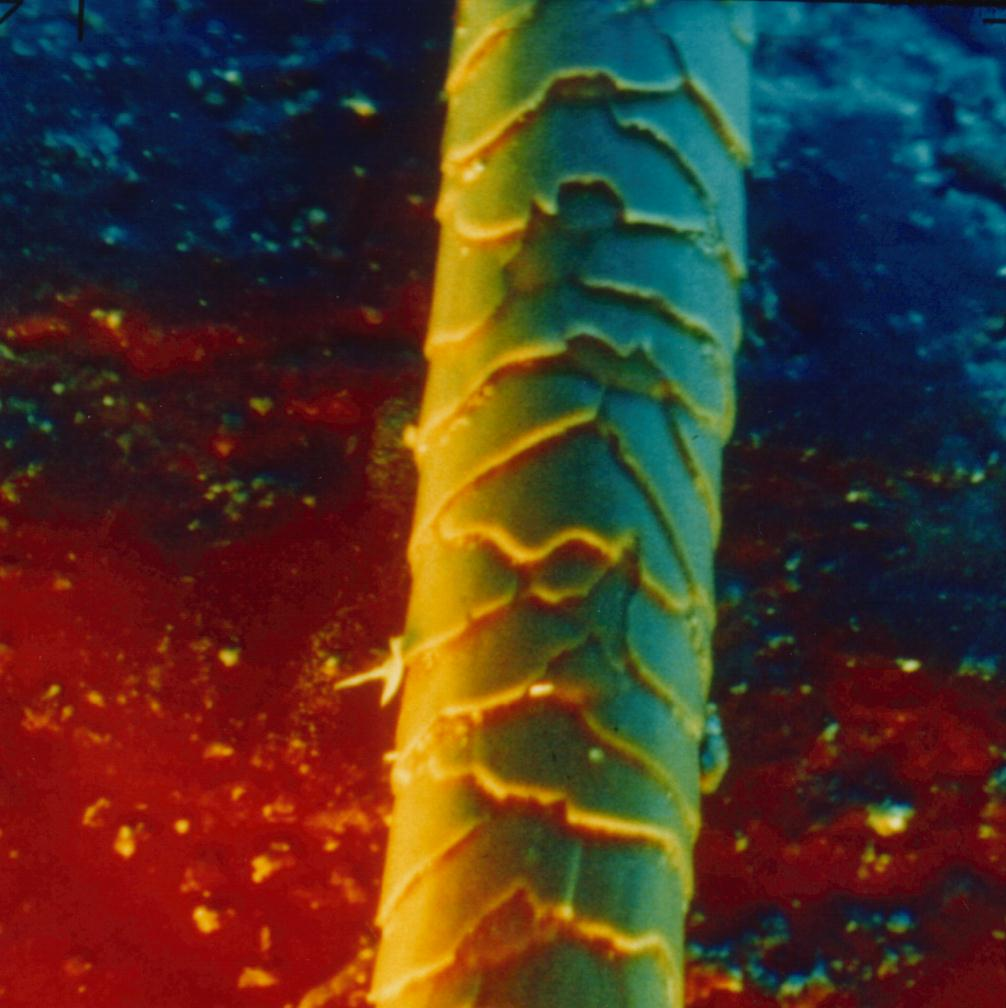
Psí chlup cca 1000 x zvětšený

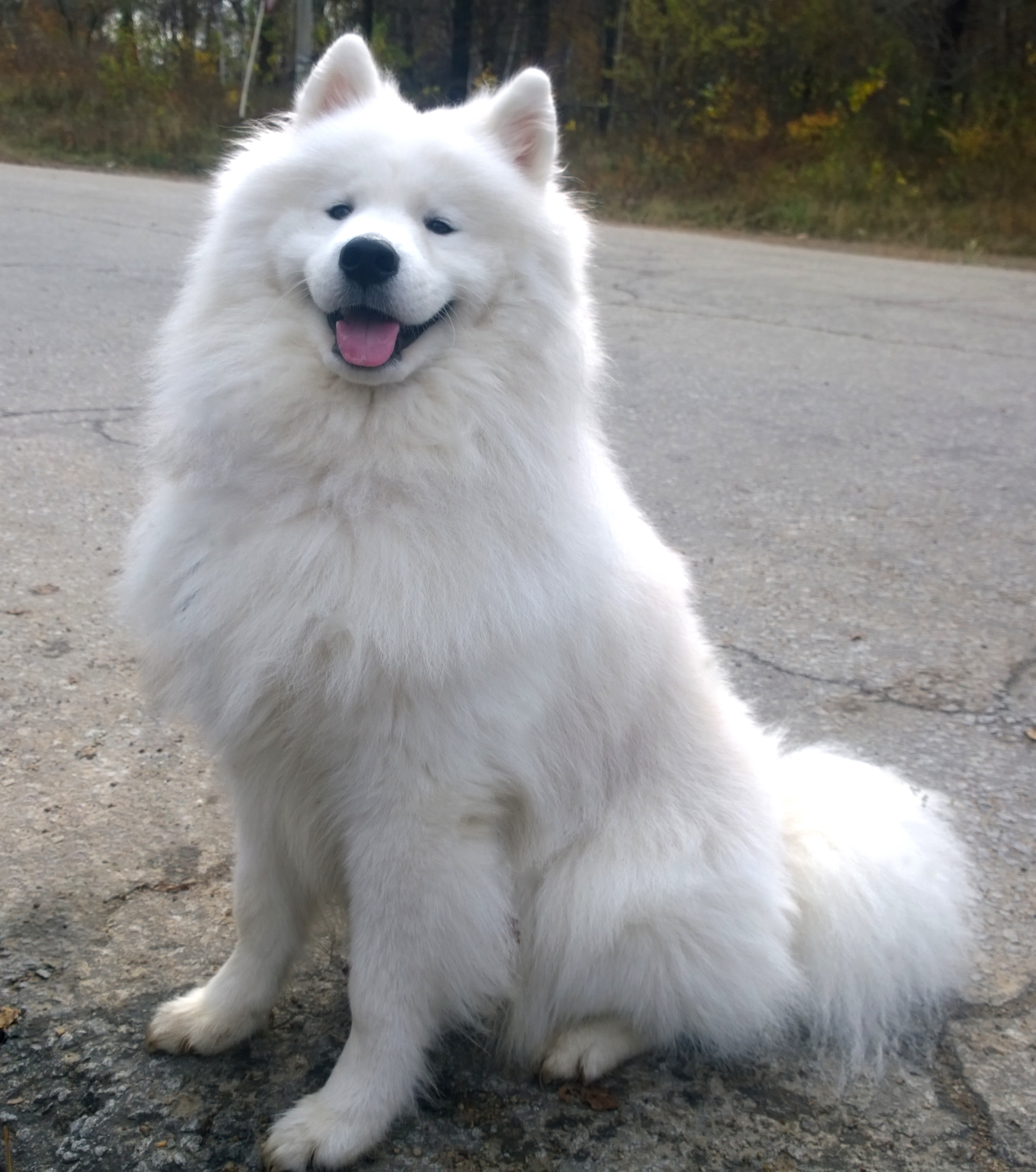
Ruský samojed s postřiženou srstí (2015)

Psí vlna (angl.: chiengora, něm.: Hundehaar) je textilní živočišné vlákno vyrobené ze srsti psa domácího. Vyrábí se spřádáním vyčesané psí srsti, která musí být aspoň 4 cm dlouhá. Je-li vyčesaná srst s podsadou, výsledkem je měkká, hřejivá vlna, spředením dostatečně dlouhé srsti bez podsady vznikne hrubší vlna s větším leskem. Použití ostříhané srsti je taktéž možné, ale spředená vlna bude „kousavá“. Během zčesávání, předení a praní dochází ke ztrátě asi 10–20 % hmotnosti surové srsti. Psí vlna je ale 8× hřejivější než vlna ovčí. V České republice se komerčně nevyrábí, je však možné nechat si upříst vyčesanou srst vlastního psa.
Ze současných plemen jsou k vyčesávání za účelem získávání vlny vhodná především dlouhosrstá plemena s podsadou, jako je
německý ovčák, belgický ovčák, bílý švýcarský ovčák, dlouhosrstá kolie, briard, bobtail, bearded kolie a pastevečtí psi, jako je šarplaninský ovčák, polský nížinný ovčák, slovenský čuvač nebo kavkazský pastevecký pes, dále novofundlandský pes, hovawart, švýcarský salašnický pes, leonberger nebo zlatý retrívr, špicové, severská plemena, jako je samojed a čau-čau, je možné spřádat srst pudla, lvíčka, maltézského psíka nebo jorkšírského teriéra.
V posledních letech (2. dekády 21. století) se často spřádají chlupy samojeda. Protože mají téměř čistou bílou barvu, jsou vhodné k barvení světlých odstínů. Vlákna se prodávají údajně až za 600 €/kg.

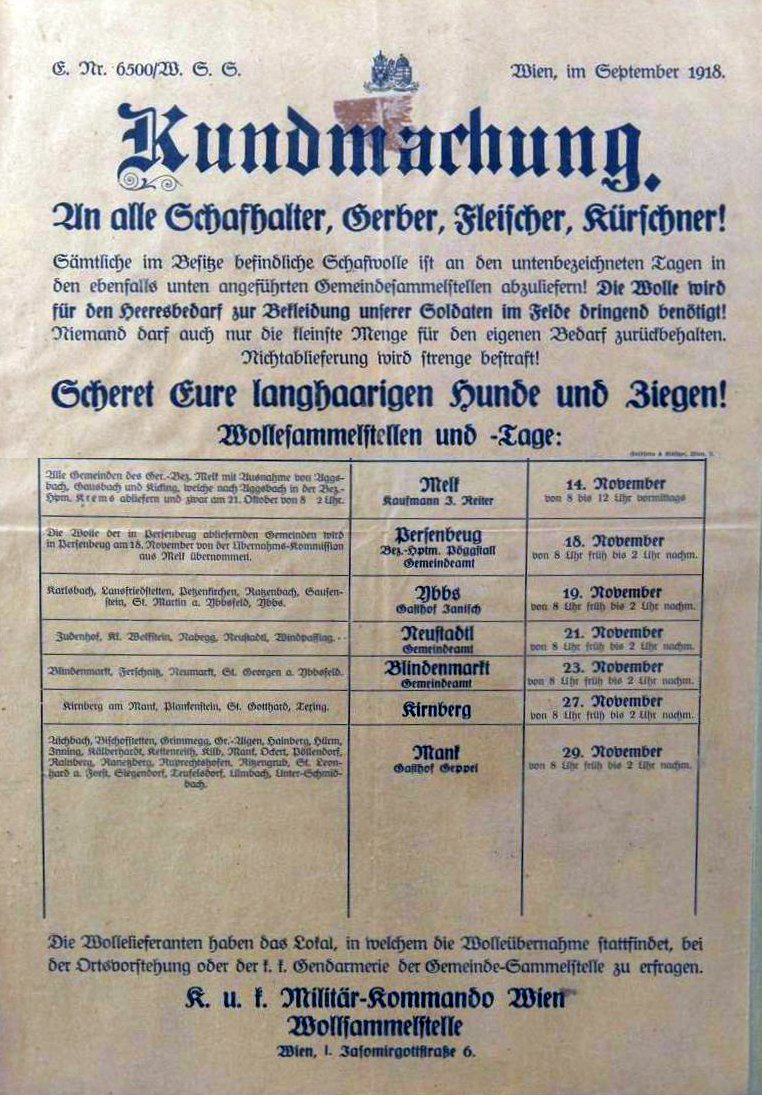
Výzva ke sběru psích chlupů pro zpracování na vojenské oděvy (Vídeň v září 1918)

## Psí vlna v minulosti
V minulosti byla psí vlna používaná v Americe před příchodem Evropanů a pro tento účel byla vyšlechtěna zvláštní, dnes již vyhynulá plemena: Indiánský vlnatý pes byl psem určeným na produkci vlny ze severozápadního okraje USA a jihozápadu Kanady. Byl o něco větší než dnešní trpasličí špic a měl hustou srst převážně bílé barvy. Vlna se používala k výrobě oděvů a přikrývek. Tradičně psí vlnu používali také příslušníci kmenů Naga v Indii, kde byla srst černých psů vetkávána do koberců.

## Použití psí vlny v 21. století

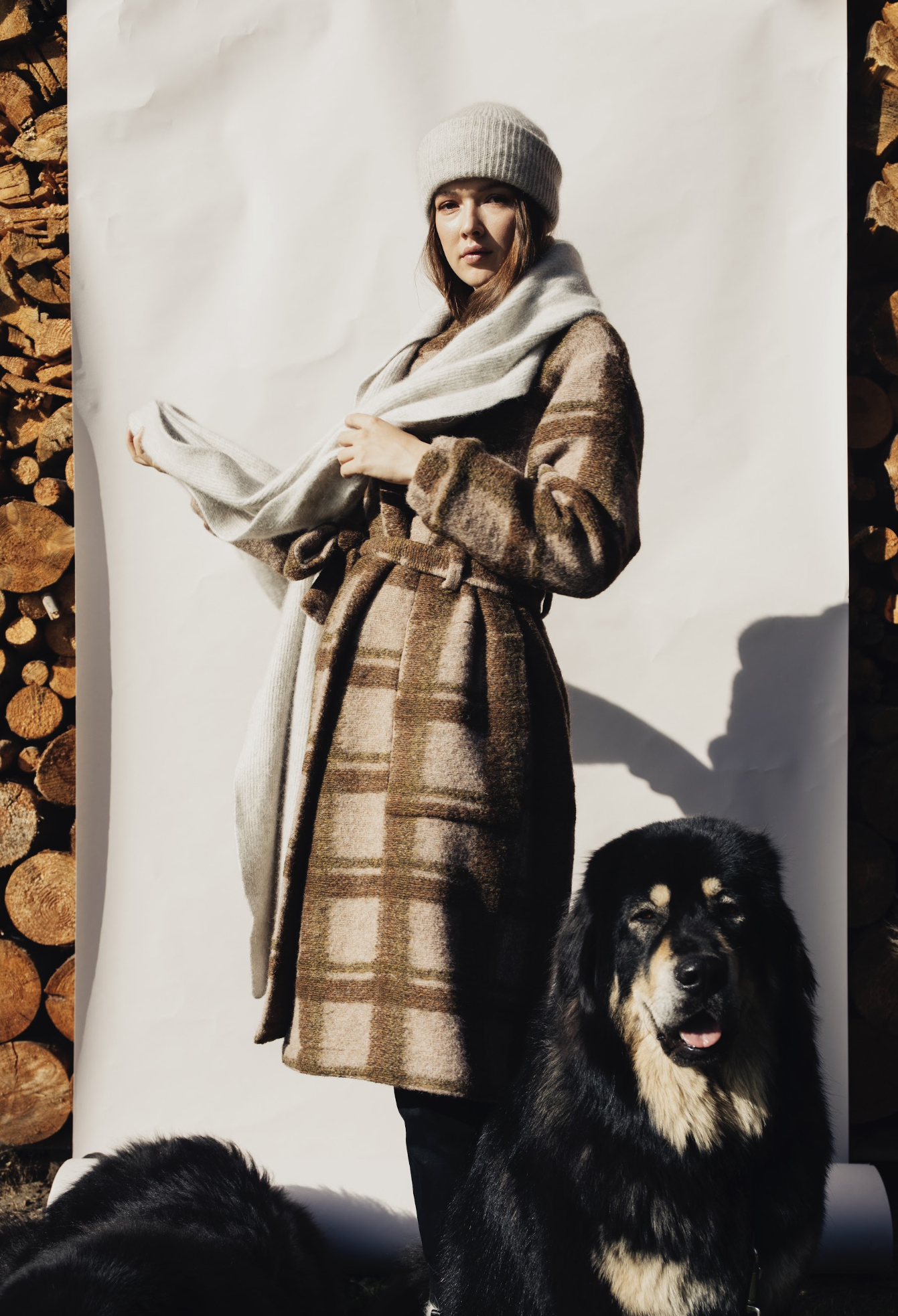
Výrobky ze směsi s chiengorou (Německo 2020)

- V USA se ve 2. dekádě údajně značně zvýšil zájem o amatérské spřádání psí vlny. Na internetu se nabízejí návody na ruční spřádání a úplety ze psí vlny.[7]
- V Indii byly asi v roce 2021 laboratorně vyrobeny rotorové příze (v jemnosti do 42 tex) v 16 různých směsích s psí vlnou. Jen u směsí s obsahem pod 25 % psí vlny byly fyzikální hodnoty kvalitativně srovnatelné s konvenčními směsovými přízemi.[8] Příze z různých směsí psí vlny (psí plemeno Lhasa Apso) s polyesterem a s polyakrylem byly zpracovány na zátažné pleteniny s žebrovou vazbou. Čistá psí vlna měla sice o 38 % vyšší tepelně izolační schopnosti než stoprocentní ovčí vlna, ale ostatní vlastnosti jako prodyšnost, žmolkovitost, propustnost vodních par jsou vesměs horší než u ovčí vlny. Jen pleteniny ze směsi 75 % polyester /25 % chiengora vykázaly vyšší trvanlivost a pohodlí při nošení.[9]
- V roce 2017 byla v Německu založena startup firma YarnSustain, která dodává strojně předené směsové příze na ruční pletení (např. 50 g směs 40% chiengora/30% alpaka/30% ovčí vlna za cca 20 €) vyrobené podle vlastní technologie a tkaniny ze směsových přízí s chiengorou.[10]